# Rebel·lió a les ones
Rebel·lió a les ones (títol original: Pump Up the Volume) és una pel·lícula estatunidenca dirigida per Allan Moyle, estrenada l'any 1990. Ha estat doblada al català.

## Argument
Mark Hunter (Christian Slater) és un adolescent tímid que acaba de desembarcar amb els seus pares a una petita ciutat perduda d'Arizona.
No té amics i se sent separat dels seus pares que percep com a conservadors.
Llavors, servint-se d'una ràdio que els seus pares li havien donat per comunicar-se amb els seus amics de la costa és, munta amb l'àlies de « Harry el dur » una emissió de ràdio pirata. Tots els vespres, a partir de les 10 de la nit, ocupe les ones i hi escup la seva visió cínica de l'univers que l'envolta.
Molt ràpidament, esdevé la veu de la rebel·lió al seu institut, provocant la ira de l'administració i l'interès creixent d'una alumna, Nora Diniro (Samantha Mathis) ben decidida a conèixer l'autèntica identitat d'aquest « Harry el dur ».

## Repartiment
- Christian Slater: Mark Hunter (Harry el dur)
- Samantha Mathis: Nora Diniro
- Scott Paulin: Brian Hunter
- Mimi Kennedy: Marla Hunter
- Andy Romano: Murdock
- Annie Ross: Loretta Creswood
- Cheryl Pollak: Paige Woodward
- Jeff Chamberlain: M. Woodward
- Billy Morrissette: Mazz Mazzilli
- Ellen Greene: Jan Emerson
- Anthony Lucero: Malcolm Kaiser
- Lala Sloatman: Janie
- Holly Sampson: Cheryl Biggs
- Keith Stuart Thayer: Luis Chavez
- Annie Rusoff: Annie
- Jonathan Mazer: Jonathan
- Alexander Enberg: Alex
- Ahmet Zappa: Jamie
- Seth Green: Joey

## Banda original
- Everybody Knows, composta i interpretada per Leonard Cohen (i per Concrete Blonde)
- If It Be Your Will, composta i interpretada per Leonard Cohen
- Why Can't I Fall in Love, interpretada per Ivan Neville
- Stand, interpretada per Liquid Jesus
- Wave of Mutilation (REGNE UNIT Surf), interpretada pels Pixies
- I've Got a Secret Miniature Camera, interpretada per Peter Murphy
- Kick Out The Jams, interpretada per Bad Brains i Henry Rollins
- Freedom of Speech, interpretada per Above The Law
- Heretic, interpretada per Soundgarden
- Titanium Expose, interpretada per Sonic Youth
- Me And The Devil Blues, interpretada per Cowboy Junkies
- Tale O' The Twister, interpretada per Chagall Guevara
- WeinerSchnitzel, interpretada per Descendents
- Talk Hard, interpretada per Stan Ridgway
- Fast Lane, interpretada per Urban Dance Squad
- Hello Dad, I'm in Jail, interpretada per Was (Not Was)
- The Scenario, interpretada pels Beastie Boys
- Love Comes in Spurts, interpretada per Richard Hell & the Voidoids

## Rebuda
Ha obtingut bones critiques, recollint un 81 % de critiques positives, amb una nota mitjana de 6,7/10 i sobre la base de 31 critiques, en el lloc internet Rotten Tomatoes. Obté un resultat de 77/100, sobre la base de 16 critiques, a Metacritic.

## Premis i nominacions
Premis
- Premi del públic en el Festival de cinema de Deauville 1990.
- Premi al millor film en el Festival internacional de cinema de Seattle 1990.

Nominacions
- Premi de la critica en el Festival de cinema de Deauville 1990
- Premi al millor director  millor pel·lícula, millor guió, i millor actor (Christian Slater), en els premis Independent Spirit 1991.

## Al voltant de la pel·lícula
- Lala Sloatman (Janie) i Ahmet Zappa (Jamie) són cosí i cosina a la vida real però han hagut de fer aquí el paper d'un noi i de la seva amiga.
- Christian Slater ha caigut malalt en diverses preses durant el rodatge, pel nombre de cigarrets que havia de fumar.